# Новочунка (деревня)
Новочунка — деревня в Чунском районе Иркутской области России. Входит в состав Балтуринского сельского поселения.
Находится на левом берегу Чуны (Уды) примерно в 22 км к западу от районного центра и в 3,5 км к северо-востоку от посёлка Новочунка.

## Население
| 2002 | 2010 | 2011 | 2012 |
| ---- | ---- | ---- | ---- |
| 32   | ↘17  | →17  | →17  |